# Hypostomus chrysostiktos
Hypostomus chrysostiktos és una espècie de peix de la família dels loricàrids i de l'ordre dels siluriformes que es troba a Sud-amèrica: Brasil.
Els mascles poden assolir els 26 cm de longitud total.